# Пудостский мост

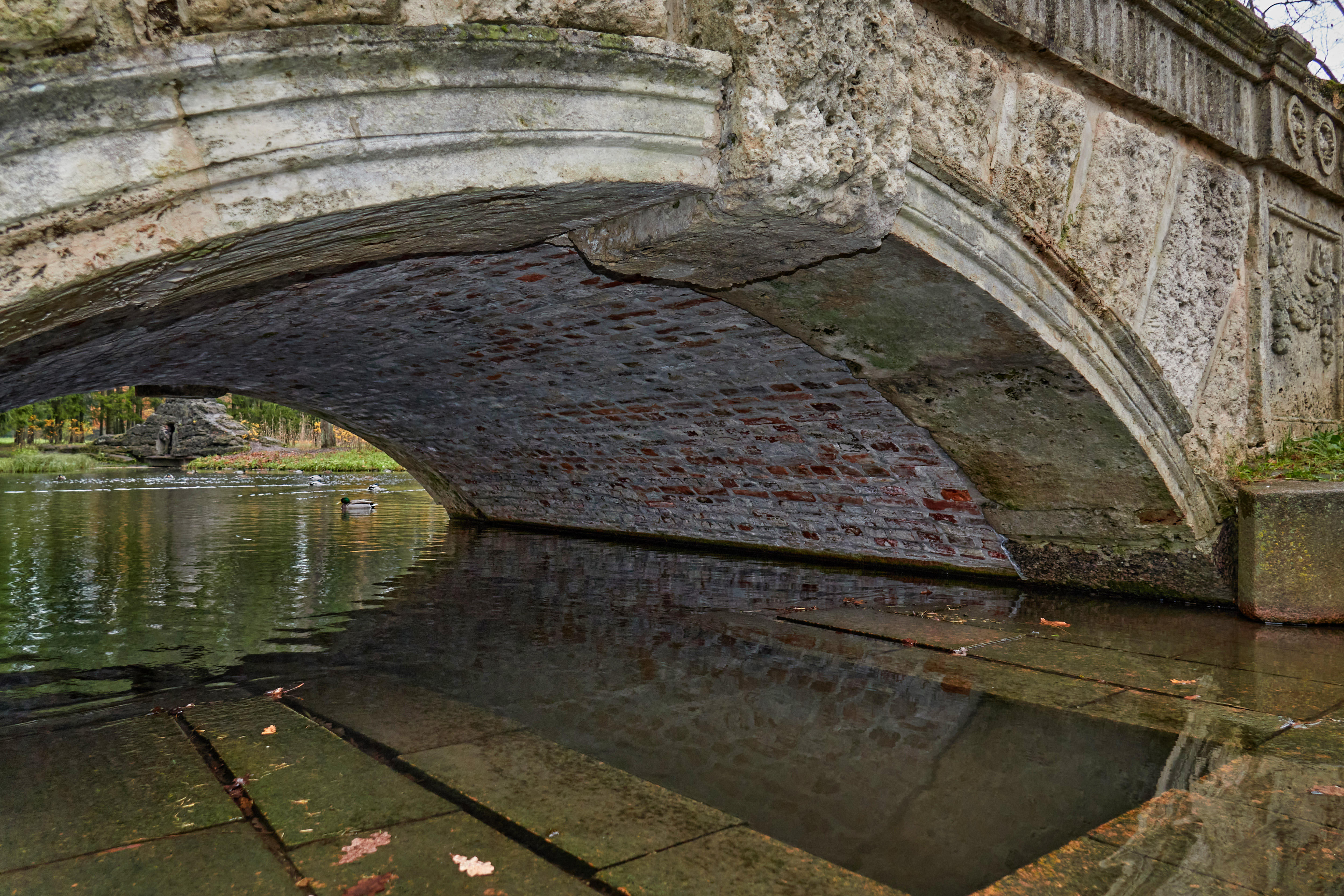
Свод моста

Пудостский мост — памятник архитектуры. Расположен в Пушкине, на Рамповой аллее Екатерининского парка.
Первый мост на этом месте был построен в 1772—1773 годах. В 1781 году старый мост сломали, взамен него Чарлз Камерон (при участии И. К. Герарда, автора проекта первого моста) возвёл сохранившийся до сих пор мост из пудостского камня; строительство завершили не позднее 1784 года.
Мост однопролётный, арочный, облицован блоками тёсаного камня, на которых высечены гирлянды, розетты и желобки. Арка замкнута большим замковым камнем. В один ансамбль с мостом входит каскад из трёх уступов из уложенных рядами тёсаных камней. Свод моста сделан из кирпича.
В 1985 году проходил последний ремонт моста, восстановлены фрагменты кладки несущего свода, затёрты сколы и неровности каменной отделки.